# Krystyna Szymańska-Lara
Krystyna Szymańska-Lara (ur. 30 września 1969 w Nidzicy) – polska koszykarka, grająca na pozycji rozgrywającej, reprezentantka kraju, wzięła udział w Igrzyskach Olimpijskich, w Sydney (2000) oraz trzykrotnie w mistrzostwach Europy, mistrzyni Europy z 1999.
Karierę rozpoczęła w MKS Nidzica, a później przez osiem lat występowała w Polonii Warszawa. Następnie przeniosła się do Wisły Kraków, a potem spróbowała swych sił poza granicami kraju w USA i Belgii. 
W 1999 odznaczona Złotym Krzyżem Zasługi.

## Kariera w WNBA
W maju 1999 Szymańska-Lara podpisała kontrakt z Utah Starzz. W swoim pierwszym meczu w lidze WNBA (12 czerwca przeciwko Orlando Miracle, wygrana 71-65) nie zdobyła punktu. Dwa dni później przeciwko Minnesota Lynx (porażka 54-78) zanotowała 4 punkty i 2 asysty. Swój prawdopodobnie najlepszy mecz rozegrała 30 lipca 1999 przeciwko Los Angeles Sparks (porażka 77-87), zdobywając w 22 minuty rekordowe 17 punktów i trafiając trzykrotnie za trzy punkty. W meczu tym zebrała także 2 piłki oraz zaliczyła asystę, przechwyt i blok. Pomimo rekordu, w pozostałych 8 meczach, w jakich wystąpiła, zapisała na swoim koncie tylko 5 punktów (wszystkie 11 sierpnia w przegranym 73-83 spotkaniu z Lynx).
W maju 2000, tuż przed rozpoczęciem nowego sezonu, rozwiązano z nią kontrakt.
W sumie podczas jedynego sezonu w WNBA (grała z numerem 27 na koszulce) rozegrała 25 meczów, spędzając na boisku 204 minuty (średnio 8,2 na mecz), zdobywając 62 punkty (2,5) oraz notując 23 asysty (0,9), 13 zbiórek (1 w ataku), 10 przechwytów i 2 bloki. Jej skuteczność rzutów z gry wyniosła 33,8%, a za trzy punkty - 30,3%. Trafiła też wszystkie 6 rzutów wolnych, jakie wykonywała. Ponadto miała 36 strat i popełniła 29 fauli.

## Osiągnięcia
Na podstawie, o ile nie zaznaczono inaczej.
Drużynowe
- 7-krotna mistrzyni Belgii (2002–2007, 2009)
- Wicemistrzyni Polski (1999)
- Brązowa medalistka mistrzostw Polski (1998, 2000)
- 8-krotna zdobywczyni Pucharu Belgii (2002–2009)
- Finalistka Pucharu Polski (1991)

Indywidualne
- Liderka strzelczyń PLKK (1997)

Reprezentacja
- Mistrzyni Europy (1999)
- Uczestniczka:
  - mistrzostw:
    - Europy (1991  – 6. m., 1999, 2003 – 4. m.)
    - Europy U–18 (1988 – 8. m.)

  - igrzysk olimpijskich (2000 – 8. m.)
- Wybrana do I składu mistrzostw Europy (1999)

## Osobiste rekordy w WNBA
- minuty: 27
- punkty: 17
- zbiórki: 3
- asysty: 5
- przechwyty: 3
- bloki: 1
- celne rzuty z gry: 6
- celne rzuty za trzy: 3
- celne rzuty wolne: 4
- straty: 7
- faule: 4